# Clarence Griffin
Pour les articles homonymes, voir Griffin.
Clarence James Griffin Peck est un joueur de tennis américain. Il est né le 19 janvier 1888 à San Francisco et décédé le 28 mars 1973 à Santa Barbara.
Il est surtout connu pour avoir le double messieurs des Internationaux des États-Unis en 1915, 1916, 1920 avec son compatiote Bill Johnston. Griffin atteint également la finale en double du même tournoi avec John Strachan.
Il est membre du International Tennis Hall of Fame depuis 1970.

## Palmarès (partiel)

### Titre en simple messieurs
| No | Date | Nom et lieu du tournoi                      | Catégorie | Surface | Finaliste          | Score         |  |
| -- | ---- | ------------------------------------------- | --------- | ------- | ------------------ | ------------- |  |
| 1  | 1915 | Tournoi de tennis de Cincinnati, Cincinnati |           | NC      | William S. McElroy | 6-4, 6-3, 6-3 |  |

### Finales en simple messieurs
| No | Date | Nom et lieu du tournoi                           | Catégorie | Surface | Vainqueur     | Score                   |  |
| -- | ---- | ------------------------------------------------ | --------- | ------- | ------------- | ----------------------- |  |
| 1  | 1916 | Tournoi de tennis de la côte Pacifique, Berkeley |           | NC      | Bill Johnston | 9-7, 7-5, 6-8, 8-6      |  |
| 2  | 1916 | Tournoi de tennis de Cincinnati, Cincinnati      |           | NC      | Bill Johnston | NC                      |  |
| 3  | 1920 | Tournoi de tennis de la côte Pacifique, Berkeley |           | NC      | Willis Davis  | 10-8, 6-4, 2-6, 6-3     |  |
| 4  | 1923 | Tournoi de tennis de la côte Pacifique, Berkeley |           | NC      | Howard Kinsey | NC                      |  |
| 5  | 1924 | Tournoi de tennis de la côte Pacifique, Berkeley |           | NC      | Howard Kinsey | 2-6, 5-7, 6-2, 7-5, 6-4 |  |
| 6  | 1925 | Tournoi de tennis de la côte Pacifique, Berkeley |           | NC      | Bill Johnston | 6-2, 6-1, 6-4           |  |
| 7  | 1926 | Tournoi de tennis de la côte Pacifique, Berkeley |           | NC      | Bill Johnston | NC                      |  |

### Titres en double messieurs
| No | Date       | Nom et lieu du tournoi                          | Catégorie | Surface      | Partenaire    | Finalistes                     | Score                   |          |
| -- | ---------- | ----------------------------------------------- | --------- | ------------ | ------------- | ------------------------------ | ----------------------- | -------- |
| 1  | 31-08-1915 | US National Championships Forest Hills          | G. Chelem | Gazon (ext.) | Bill Johnston | Maurice McLoughlin Tom Bundy   | 2-6, 6-3, 6-4, 3-6, 6-3 | Parcours |
| 2  | 28-08-1916 | US National Championships Forest Hills          | G. Chelem | Gazon (ext.) | Bill Johnston | Maurice McLoughlin Ward Dawson | 6-4, 6-3, 5-7, 6-3      | Parcours |
| 3  | 30-08-1920 | US National Championships Forest Hills          | G. Chelem | Gazon (ext.) | Bill Johnston | Willis Davis Roland Roberts    | 6-2, 6-2, 6-3           | Parcours |
| 4  | 1924       | Tournoi de tennis de la côte Pacifique Berkeley |           | NC           | Howard Kinsey | Roland Roberts Elia Fottrell   | Forfait                 |          |

### Finale en double messieurs
| No | Date       | Nom et lieu du tournoi                 | Catégorie | Surface      | Vainqueurs                   | Partenaire       | Score         |          |
| -- | ---------- | -------------------------------------- | --------- | ------------ | ---------------------------- | ---------------- | ------------- | -------- |
| 1  | 18-08-1913 | US National Championships Newport (RI) | G. Chelem | Gazon (ext.) | Maurice McLoughlin Tom Bundy | John R. Strachan | 6-4, 7-5, 6-1 | Parcours |